# مسجد عمر بن الخطاب (بيت لحم)

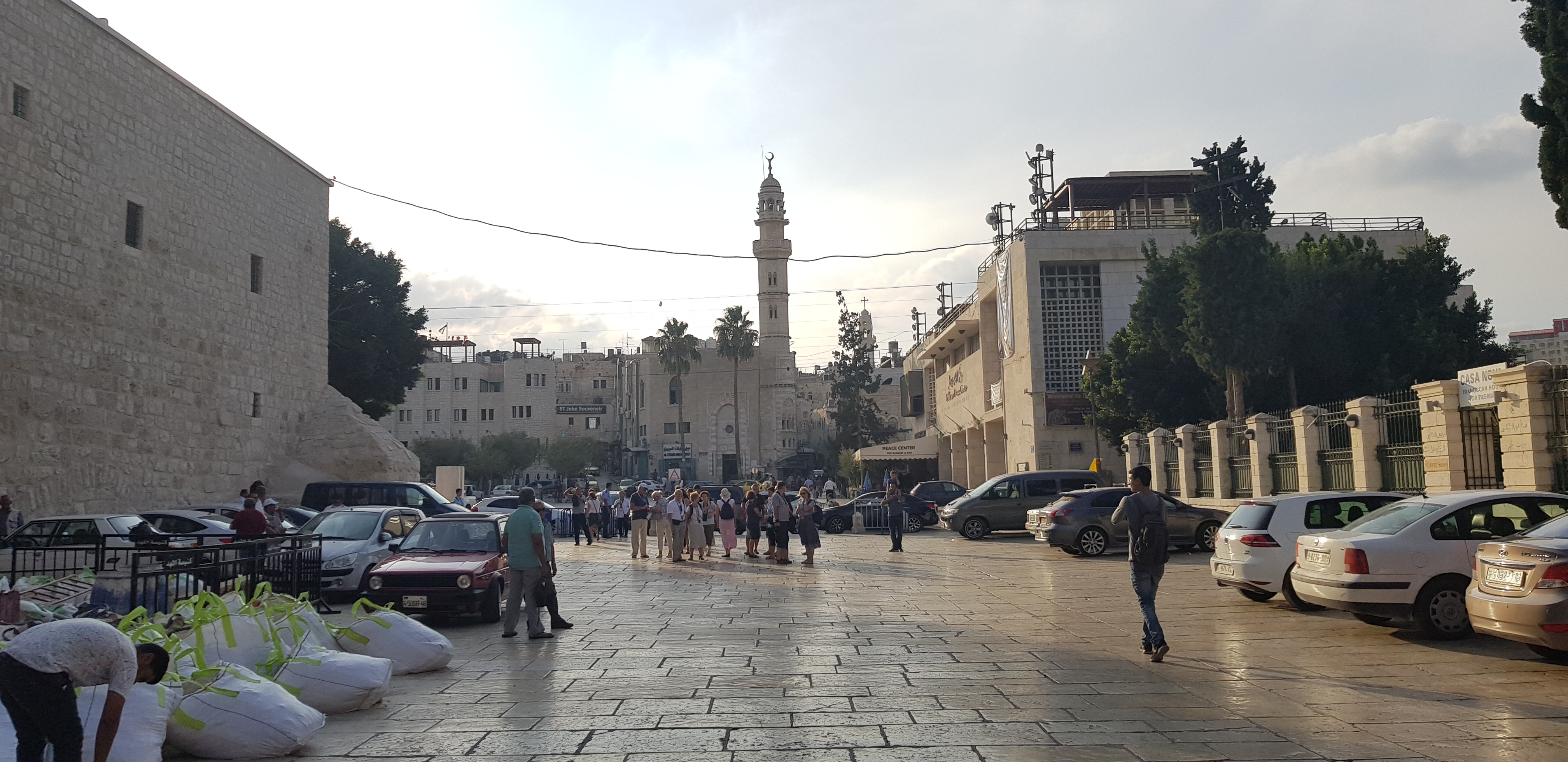
منظر عام لمسجد عمر من ساحة كنيسة المهد 10- 2018

مسجد عمر بن الخطاب هو المسجد الأقدم في مدينة بيت لحم، الضفة الغربية. ويقع في ميدان المهد قرب كنيسة المهد في المدينة.

## التسمية والتاريخ
سُمي المسجد على اسم الخليفة عمر بن الخطاب (588-644) ثاني الخلفاء الراشدين. تم بناء المسجد عام 1860 ولكن لم يتم ترميمه حتى العام 1954 تحت الإدارة الأردنية للمدينة. الأرض التي تم بناء المسجد عليها تم التبرع بها من قبل الكنيسة الأرثوذكسية اليونانية.